# لاري هوفر
لاري هوفر (بالإنجليزية: Larry Hoover) هو Q46961 أمريكي، ولد في 30 نوفمبر 1950 في جاكسون في الولايات المتحدة.

## وصلات خارجية
- لاري هوفر على موقع إن إن دي بي (الإنجليزية)